# Sebinj
Sebinj ili Sevenj (mađ. Szebény) je selo u južnoj Mađarskoj.
Zauzima površinu od 14,37 km četvornih.

## Zemljopisni položaj
Nalazi se na 46° 8' sjeverne zemljopisne širine i 18° 36' istočne zemljopisne dužine, sjeverozapadno od Mohača. Od susjednih naselja, Sur je 3,6 km južno, Božuk je 4 km istočno, a sjeverno su 2 km udaljeni Vemen i 4 km udaljeni Feketić.

## Upravna organizacija
Upravno pripada Mohačkoj mikroregiji u Baranjskoj županiji. Poštanski broj je 7725.

## Promet
1 km sjeverno od sela prolazi željeznička pruga Pečuh – Bacik. Na pruzi se nalazi i željeznička postaja Sebinj.

## Stanovništvo
U Sebinju (Sevenju) živi 463 stanovnika (2008.). 

## Vanjske poveznice
- (mađ.) Szebény Önkormányzatának honlapja
- Sebinj na fallingrain.com